# Sezemínská lípa
Sezemínská lípa je památný strom v osadě Sezemín u Mnichova jihozápadně od Poběžovic. Lípa velkolistá (Tilia platyphyllos) roste na bývalé návsi v nadmořské výšce 550 m. Obvod jejího kmene měří 540 cm a koruna stromu dosahuje do výšky 25 m (měření 2005). Chráněna je od roku 2005 pro svůj vzrůst a jako krajinná dominanta.

## Stromy v okolí
- Pivoňské lípy I.
- Pivoňské lípy II.
- Vranovské jasany